# مسجد ولي الله محارب
مسجد ولي الله محارب هو مسجد أثري، يعود تاريخه إلى الحقبة الأيوبية في فلسطين. يقع عند ملتقى طريقي باب السلسلة وسوق الباشورة، في أول الزقاق المتجه إلى الجنوب الموصل إلى حارة الشرف وحارة المغاربة. تم بناؤه عام 1198 م / 595 هـ. ينسب إلى منشئه ولى الله محارب.
تعرض المسجد إلى محاولات طمس نقش تأسيسه وأوقافه حتى مطلع النصف الثاني من القرن العشرين. ولكن إلحاح سكان القدس على ضرورة تعميره أدى إلى الكشف عن النقش. ونص النقش على ما يلي: 
"بسم الله الرحمن الرحيم إنَّمَا يَعْمُرُ مَسَاجِدَ اللَّهِ مَنْ آمَنَ بِاللَّهِ وَالْيَوْمِ الْآخِرِ وَأَقَامَ الصَّلَاةَ وَآتَى الزَّكَاةَ وَلَمْ يَخْشَ إِلَّا اللَّهَ، أمر بعمارة هذا المسجد المبارك العبد الفقير الراجي رحمة ربه محمد بن محارب، ثم أوقف على هذا المسجد ثلاثة حوانيت من قبيليه، حدها من القبلة إلى قيسارية النصارى، ومن الشرق الطريق، وفيه يفتح أبوابهم، ومن الشام المسجد ومن الغرب إلى القيسارية وقف على الإمام والمؤذن، وبيت المكان وحصره وقفا صحيحا شرعيا في العشر الأول من ربيع الأول سنة خمس وتسعين وخمس مائة".
يتضمن النقش المذكور أن المنشئ وقف عليه 3 دكاكين، ولكن أوقافه تعرض بعضها للمصادرة من قبل السلطات الإسرائيلية لقربها من حارة اليهود، وذلك بعد ترميم المسجد والكشف عن النقش.

## بناء المسجد
يتكون المسجد  من بيت صغير للصلاة، مستطيل الشكل، وعرضه قليل، وسقفه مغطى بقبو نصف برميلي، تبلغ مساحته 14 متراً مربعاً، وطوله من الداخل 6.5 أمتار، وعرضه متران. له مدخل معقود ونافذة صغيرة على الشارع العام. لا يحوي المسجد مئذنة ولا متوضاً، أما أرضه فهي مبلطة بالرخام. ويتسع المسجد لـعشرة مصلين، ويوجد من الخارج حجر منقوش عليه تاريخ تأسيسه. ويطل على الشارع الرئيسي الذي يعرف اليوم بحارة اليهود.

## الاعتداء الاسرائيلي عليه
يواجه المسجد خطر اعتداءات الاحتلال الإسرائيلي التي تسعى منذ نهاية العقد السابع من القرن الماضي إلى مصادرته. أما المستوطنون فقاموا بتعطيل الإضاءة الخارجية ومكبر الصوت في المسجد، فصار الأذان يرفع فيه من خلال الربط مع مسجد عثمان بن عفان المجاور. فقام أهل القدس بجمع التبرعات، وحصلوا على إذن بالترميم من دائرة الأوقاف الإسلامية، المسؤولة عن المساجد ورمموه عام 2014 وأصلحوا إضاءته من الداخل وأوصلوه بالكهرباء، وتم فتح حلقة لتحفيظ وتعليم القرآن الكريم فيه.